# Voorzitter van de Tweede Kamer
De voorzitter van de Tweede Kamer der Staten-Generaal in Nederland leidt als bovenpartijdige, neutrale persoon de plenaire debatten van de Tweede Kamer en ziet toe op het uitvoeren van de genomen besluiten. Het is een van de leden van de Tweede Kamer der Staten-Generaal en wordt door de andere leden verkozen. Tevens is hij of zij voorzitter van het Presidium van de Tweede Kamer en de commissie voor de Werkwijze. Verder vertegenwoordigt de voorzitter de Tweede Kamer naar buiten toe, bijvoorbeeld in contacten met buitenlandse parlementen.
De voorzitter neemt bij lidmaatschap van een partij deel aan de fractievergaderingen en brengt een stem uit bij stemmingen. Alleen Tweede Kamerleden kunnen zich verkiesbaar stellen voor het voorzitterschap.

## Taken
De voorzitter heeft een divers takenpakket. Ten eerste leidt de voorzitter de plenaire debatten. Dit betekent dat de voorzitter ze opent en sluit en bepaalt wie het woord voert en wanneer. De voorzitter dient boven de partijen te staan. De Tweede Kamer- en kabinetsleden spreken nooit direct tegen elkaar, maar altijd via de voorzitter. Het idee daarachter is dat de debatten dan zakelijk blijven.
Net als alle andere leden van de Tweede Kamer neemt ook de voorzitter deel aan de stemmingen van de Kamer. Naast het leiden van de plenaire vergaderingen vertegenwoordigt de voorzitter de Tweede Kamer als geheel, bijvoorbeeld bij ceremonies en bij bezoek van buitenlandse staatshoofden en andere hoogwaardigheidsbekleders.
Vanaf 1919 kan een voorzitter een spreker het woord ontnemen, zonder daarvoor de toestemming van de Kamer nodig te hebben. Het woord kan ontnomen worden als de spreker bijvoorbeeld beledigingen uit. De voorzitter kan ook besluiten om uitspraken niet in de Handelingen op te nemen, het verslag van de plenaire vergadering, bijvoorbeeld bij bewoordingen die beledigend zijn. Ook kan de voorzitter sinds dat jaar tuchtrechtelijk optreden tegen een spreker die de wet overtreedt. Sinds 1934 heeft de voorzitter het recht om zonder toestemming van de andere Kamerleden een Kamerlid uit de vergaderzaal te laten verwijderen. Alleen langdurige verwijderingen dienden nog aan de Tweede Kamer te worden voorgelegd.
Als voorzitter van het Presidium (dagelijks bestuur) speelt de voorzitter een rol bij het vaststellen van de begroting van de Tweede Kamer, het vaststellen van de agenda van de Kamer en de benoeming van het personeel van de Tweede Kamer.

## Ondersteuning
De voorzitter wordt ondersteund in zijn of haar taken door een team van ondervoorzitters, verdeeld in een eerste ondervoorzitter, tweede ondervoorzitter en de overige ondervoorzitters, die ook allemaal lid van de Tweede Kamer zijn. In het geval dat de voorzitter niet in staat is een vergadering te leiden (de voorzitter is afwezig of neemt zelf deel aan het debat) wordt de vergadering geleid door de eerste ondervoorzitter. Regelmatig hebben vergaderingen geheel of gedeeltelijk een ander Kamerlid als voorzitter.

## Regelgeving
De vergaderregels voor de Tweede Kamer en voorzitter zijn opgenomen in het Reglement van Orde van de Tweede Kamer. De taken van de Kamervoorzitter zijn vastgelegd in artikel 6 RvO II. Zo ziet de voorzitter er op toe dat de sprekers in een debat niet afwijken van het onderwerp. Er zijn ook ongeschreven regels. Zo spreken de Kamerleden via de voorzitter en niet direct tegen elkaar. De gedachte daarachter is dat het debat om de inhoud gaat en niet om personen. Hoewel het zelden voorkomt, mag de Kamervoorzitter meediscussiëren tijdens debatten; zolang het onderwerp waarover de voorzitter spreekt aan de orde is, leidt een van de ondervoorzitters de vergadering (art. 55 RvO II).
Voor de verkiezing stelt de Tweede Kamer een profielschets op. In principe kan ieder Tweede Kamerlid solliciteren voor de functie. De verkiezing is geheim. Er wordt schriftelijk gestemd, zo nodig in meerdere rondes. Een kandidaat moet de absolute meerderheid van stemmen behalen om gekozen te worden.

## Geschiedenis

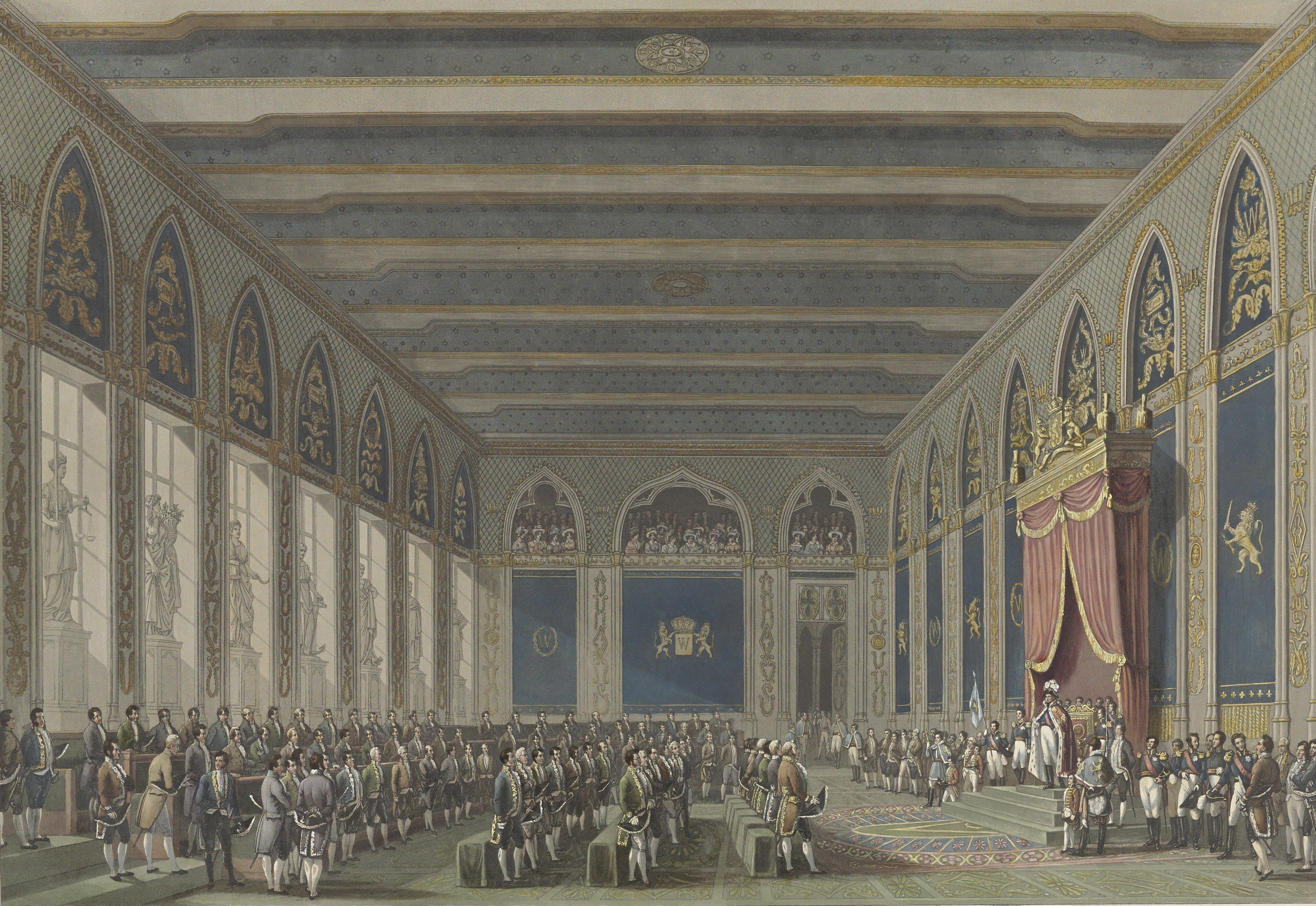
Instelling van de Staten-Generaal door koning Willem I, Brussel, 21 september 1815, schilder: Johann Nepomuk Gibèle (mogelijk), naar Denis-Sebastien Leroy

Het Kamervoorzitterschap bestaat sinds de oprichting van de Tweede Kamer in 1815. De grondwetsartikelen in 1814 en 1815 gaven nauwelijks richtlijnen voor de werkwijze van de Tweede Kamer. Daardoor konden Tweede Kamerleden werkwijzen uit de Staten-Generaal van de Republiek der zeven Verenigde Nederlanden meenemen naar het nieuwe staatsrechtelijke instituut. Kamerleden hechtten net als voorheen de regenten, aan bedaard overleg, consensusgericht wetgeven en instandhouden van persoonlijke relaties. Daarvoor vond men het noodzakelijk dat een hoogstaand persoon de debatten in goede banen zou leiden. Als eerste Kamervoorzitter werd jonkheer Jan Elias Nicolaas van Lynden van Hoevelaken gekozen, een patriciër die in de oude Staten-Generaal gedeputeerde van Gelderland was en het voorzitterswerk in de traditie van de Republiek regentesk vorm gaf.
In de beginjaren heette de voorzitter nog "president". Sinds 1842 heet de functie officieel "voorzitter", maar het duurde nog een tijd voordat alleen nog de term "voorzitter" gebruikt ging worden. De functie werd eerst voor een jaar door eenzelfde persoon vervuld. In de tijd van de Verenigde Nederlanden (1815-1830) was afwisselend iemand uit het noorden of zuiden voorzitter; daarna wisselden de Kamerleden uit de verschillende provincies het voorzitterschap af. Elke volgende voorzitter kwam indertijd uit een andere provincie, een overblijfsel uit de tijd van de Republiek waar vertegenwoordigers van de provincies aan het overleg deelnamen. Soms werd iemand voor een tweede keer voorzitter.
Het was Johan Rudolph Thorbecke die op 13 februari 1850 als eerste zijn toespraak begon met: Mijnheer de voorzitter ... Tot dan werd Mijne heren ... gebezigd. De aanhef van Thorbecke werd pas in de jaren zeventig van de negentiende eeuw gemeengoed. Toen Joke Stoffels-van Haaften (VVD) als tweede ondervoorzitter op 29 september 1959 als eerste vrouw de voorzittershamer hanteerde, wisten diverse Kamerleden niet goed hoe haar aan te spreken. Door Pieter Oud (VVD) werd ze toegesproken met Mevrouw de voorzitster. Sieuwert Bruins Slot (ARP) hield het op Mevrouw de presidente. Jeltje van Nieuwenhoven (PvdA) werd in 1998 de eerste vrouwelijke vaste voorzitter.
De langstzittende voorzitter was Rad Kortenhorst met veertien jaar en vijf maanden. Hij was in functie van augustus 1948 tot aan zijn overlijden op 13 januari 1963.
Sinds 1922 is het voorzitterschap een bezoldigde functie.

### Verkiezing voor 1983
Vanaf de instelling van de Tweede Kamer werd de voorzitter jaarlijks gekozen door de Tweede Kamer en benoemd door de Kroon. Aan het begin van ieder zittingsjaar stelde de Kamer een lijst met drie kandidaten samen die aan de Koning werd aangeboden om één ervan te benoemen. De drie kandidaten waren gerangschikt naar voorkeur van de Kamer. Zo stemde men eerst over de als eerste geplaatste, vervolgens over de als tweede geplaatste en ten slotte over de als derde geplaatste kandidaat. Per stemming was een absolute meerderheid van de aanwezige Kamerleden nodig om te worden verkozen. De benoeming door de Koning was louter symbolisch, zonder uitzondering werd altijd de eerst geplaatste van de lijst benoemd. Mocht een voorzitter afwezig zijn, dan werden de honneurs waargenomen door het oudste aanwezige Kamerlid.

### Verkiezing na 1983
Bij de wijziging van de Grondwet in 1983 werd opgenomen dat de Kamer zelf een voorzitter benoemt. Tevens is toen bepaald dat een voorzitter niet meer voor één zittingsjaar zetelt, maar voor een gehele kabinetsperiode. Met de uitbreiding van het presidium is er verandering gekomen in procedure die leidt tot de verkiezing van de voorzitter van de Tweede Kamer. Dat gebeurt in beginsel kort na de installatie van een nieuwe Kamer. De leden van de Tweede Kamer kiezen de voorzitter uit hun midden door schriftelijke en geheime stemming. De Tweede Kamer koos daarbij voor een open procedure. Een voorzitter wordt gekozen bij absolute meerderheid van stemmen.
Per 2016 is de stemprocedure als volgt: in de eerste twee stemronden kan ook gekozen worden uit Kamerleden die zich niet kandidaat hebben gesteld. Een eventuele derde stemming wordt gehouden tussen maximaal vier kandidaten. Als in de tweede stemronde op niet meer dan vier personen gestemd is, doen in de derde stemronde alleen de twee kandidaten mee die de meeste stemmen behaald hebben. Eventueel is er een vierde stemronde met maximaal twee kandidaten. Mocht dan nog niemand gekozen zijn, dan wordt geloot.

## Stemmingen vanaf 2002

### 2002
Na het terugtreden van Jeltje van Nieuwenhoven (PvdA), die tijdelijk haar fractie ging leiden, was de VVD'er Frans Weisglas vanaf 16 mei 2002 waarnemend voorzitter. Op 28 mei van dat jaar werd hij tot voorzitter gekozen door Jim Janssen van Raaij (LPF) en partijgenote Annemarie Jorritsma-Lebbink te verslaan. Weisglas deed mee op eigen titel. Zijn partij had alleen Jorritsma gekandideerd.

### 2003
Bij de verkiezingen van 2003 werd Weisglas herkozen. Tegenkandidaten waren Thom de Graaf (D66) en Gerda Verburg (CDA).

### 2006
In 2006 hadden Henk Kamp (VVD), Maria van der Hoeven (CDA) en Gerdi Verbeet (PvdA) zich kandidaat gesteld. Nadat in de eerste twee stemronden geen van de kandidaten een meerderheid hadden gehaald, viel Kamp af omdat hij de minste stemmen had. In de derde ronde versloeg backbencher Verbeet Van der Hoeven met 78 tegen 66 stemmen.

### 2010
In 2010 stelden Charlie Aptroot (VVD) en zittend voorzitter Gerdi Verbeet (PvdA) zich verkiesbaar. Aptroot was sinds 2003 en Verbeet sinds 2001 - met een korte pauze in 2002 - lid van de Tweede Kamer. Verbeet werd herkozen met een ruime meerderheid van 94 van de 148 stemmen.

### 2012
Na het vertrek van Verbeet in 2012 stelden Khadija Arib (PvdA), Gerard Schouw (D66) en Anouchka van Miltenburg (VVD) zich kandidaat. Nadat na de eerste ronde niemand een absolute meerderheid achter zich had staan, kwam er een tweede stemronde. Omdat Schouw in de tweede ronde de minste stemmen kreeg, viel hij af. Tussen de Tweede Kamerverkiezingen van 2012 en de benoeming van de nieuwe Kamervoorzitter trad Martin Bosma (PVV) als laatst afgetreden (tweede) oud-ondervoorzitter op als tijdelijk voorzitter. Na drie stemrondes werd Van Miltenburg verkozen.

### 2016
Van Miltenburg trad op 12 december 2015 af als Kamervoorzitter omdat haar functioneren onder druk was komen te staan na de vernietiging door haar van een kopie van een klokkenluidersbrief over de 'Teevendeal'. Zij was de eerste die tussentijds aftrad. Khadija Arib (PvdA) nam hierna het voorzitterschap waar. Op 13 januari 2016 werd Arib gekozen tot nieuwe voorzitter. De andere kandidaten waren Madeleine van Toorenburg (CDA), Martin Bosma (PVV) en Ton Elias (VVD). Arib versloeg op 13 januari 2016 in de vierde schriftelijke stemronde Elias met respectievelijk 83 en 51 stemmen. Arib was de eerste voorzitter met een dubbele nationaliteit (Marokkaans en Nederlands).

### 2017
Na de Kamerverkiezingen van 15 maart 2017 trad Arib op als tijdelijk voorzitter. Ze werd herkozen als vaste voorzitter op 29 maart 2017. Arib was de enige kandidaat en kreeg in de schriftelijke stemronde 111 van de 141 uitgebrachte stemmen.

### 2021
Na de Tweede Kamerverkiezingen van 15-17 maart 2021 was Arib tijdelijk voorzitter. Op 7 april 2021 werd Vera Bergkamp (D66) in de eerste schriftelijke stemronde verkozen met 74 van de 139 geldig uitgebrachte stemmen. Vijf stemmen waren ongeldig. De andere kandidaten waren Khadija Arib (PvdA) en Martin Bosma (PVV); zij kregen respectievelijk 38 en 27 stemmen. Bergkamp was de eerste openlijk homoseksuele Tweede Kamervoorzitter. Op 5 december 2023, bij het terugtreden van de vertrekkende Tweede Kamerleden, eindigde haar voorzitterschap.

### 2023
Bij het aantreden van de nieuw verkozen Kamer na de Tweede Kamerverkiezingen van 22 november 2023, op 6 december 2023, trad (oud) eerste ondervoorzitter Roelien Kamminga op als waarnemend voorzitter. Op 14 december werd Martin Bosma (Partij voor de Vrijheid) tot voorzitter gekozen. Hij won in de tweede stemronde met 75 van de 146 stemmen van de enige andere kandidaat Tom van der Lee (GroenLinks-PvdA), die 66 stemmen vergaarde. In de eerste ronde kwam Bosma twee stemmen tekort voor de benodigde absolute meerderheid.